# Amebelodòntids
Els amebelodòntids (Amebelodontidae) són una família extinta de mamífers proboscidis que tingueren una amplíssima distribució durant el Miocè. Se n'han trobat fòssils a Egipte, els Estats Units, Kenya, Namíbia, el Pakistan, Rússia, Tailàndia, el Tadjikistan, Turquia, Uganda i la Xina. Hi ha científics que els classifiquen amb la categoria de subfamília amb el nom d'amebelodontins (Amebelodontinae). La forma dels ullals recorda una pala. En el cas de Konobelodon, els ullals inferiors passaven de 160 cm de llargada. Entre les seves possibles funcions hi havia arrancar l'escorça dels arbres, tallar la vegetació i excavar.